# Simon de Bullandre
Simon de Bullandre (1545, Beauvais - 15 décembre 1614) est un religieux et poète français.

## Biographie
Simon de Bullandre est le fils de Victor de Bullandre, seigneur de Molagnies, verdier de l'évêché et du comté de Beauvais, sergent royal et juge ordinaire des eaux et forêts de Beauvais, et de Marguerite Bazier. 
Après ses études au collège de Beauvais, il rentre dans les ordres et devient chanoine de la cathédrale de Beauvais en 1563, grâce au soutien de son parrain et oncle Simon Bazier, grand vicaire et directeur des études du cardinal de Châtillon. Il est nommé archidiacre de Beauvaisis en 1573.
En 1575, avec Claude Gouyne, ils sont députés auprès du roi Henri III par le chapitre de chanoines, appuyé par Nicolas Fumée, afin de le dissuader de s'emparer du château de Bresles, propriété du chapitre.
Grâce à la protection d'Adrien II de Boufflers, il est prieur de Milly en Beauvoisis de 1608 à 1614.
Ami de Ronsard et de Jean de Boufflers, il s'adonne à la poésie. Cultivant les arts, il commandite plusieurs œuvres d'art, dont une statue de son saint patron par le sculpteur Le Pot, située face à la chaire dans la cathédrale.
Son neveu, Isaac de Bullandre hérite de ses bénéfices et fait placer son épitaphe dans la chapelle Sainte-Barbe.

## Publications
- Le lièvre (1585)

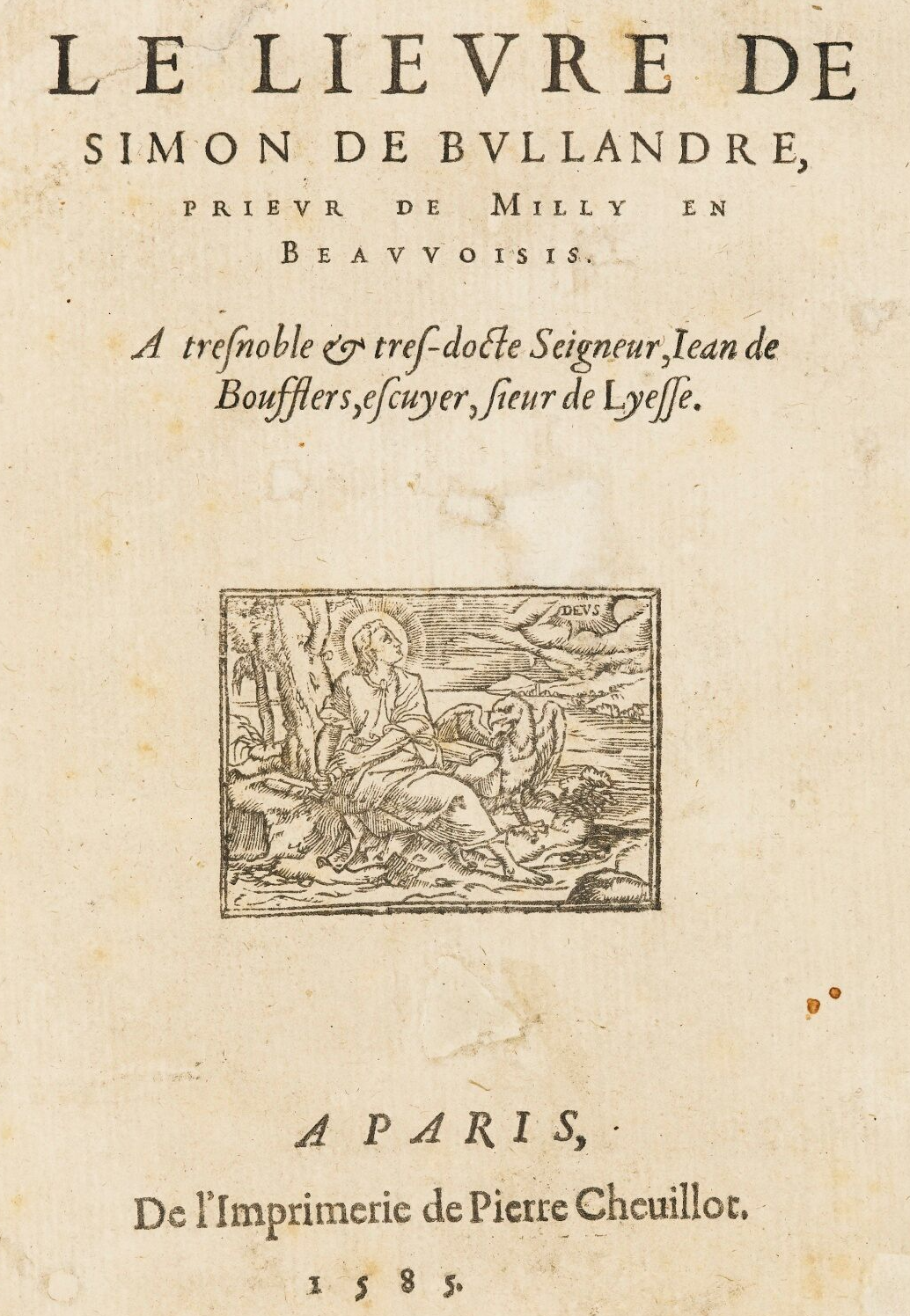
Le lièvre

- Discours de la cheute et réparation de l'église S. Pierre de Beauvais: extrait du latin de M. Claude Gouyne, par M. Simon de Bullandre,... Au peuple de Beauvais (1585)
- Airs sur les paraboles de Salomon, par Simon de Bullandre beauvoisien. A tres-vertueuse dame Francoise de Bonnieres (1595)

### Sources
- L. Vuilhorgne, Le poète Simon de Bullandre: sa famille, son œuvre, d'après des documents inédits, 1545-1614, 1900
- Henry Carnoy, Dictionnaire biographique international des écrivains, 1987
- Gustave Desjardins, Histoire de la cathédrale de Beauvais, Beauvais : Victor Pineau, 1865.